# Imagen ROM

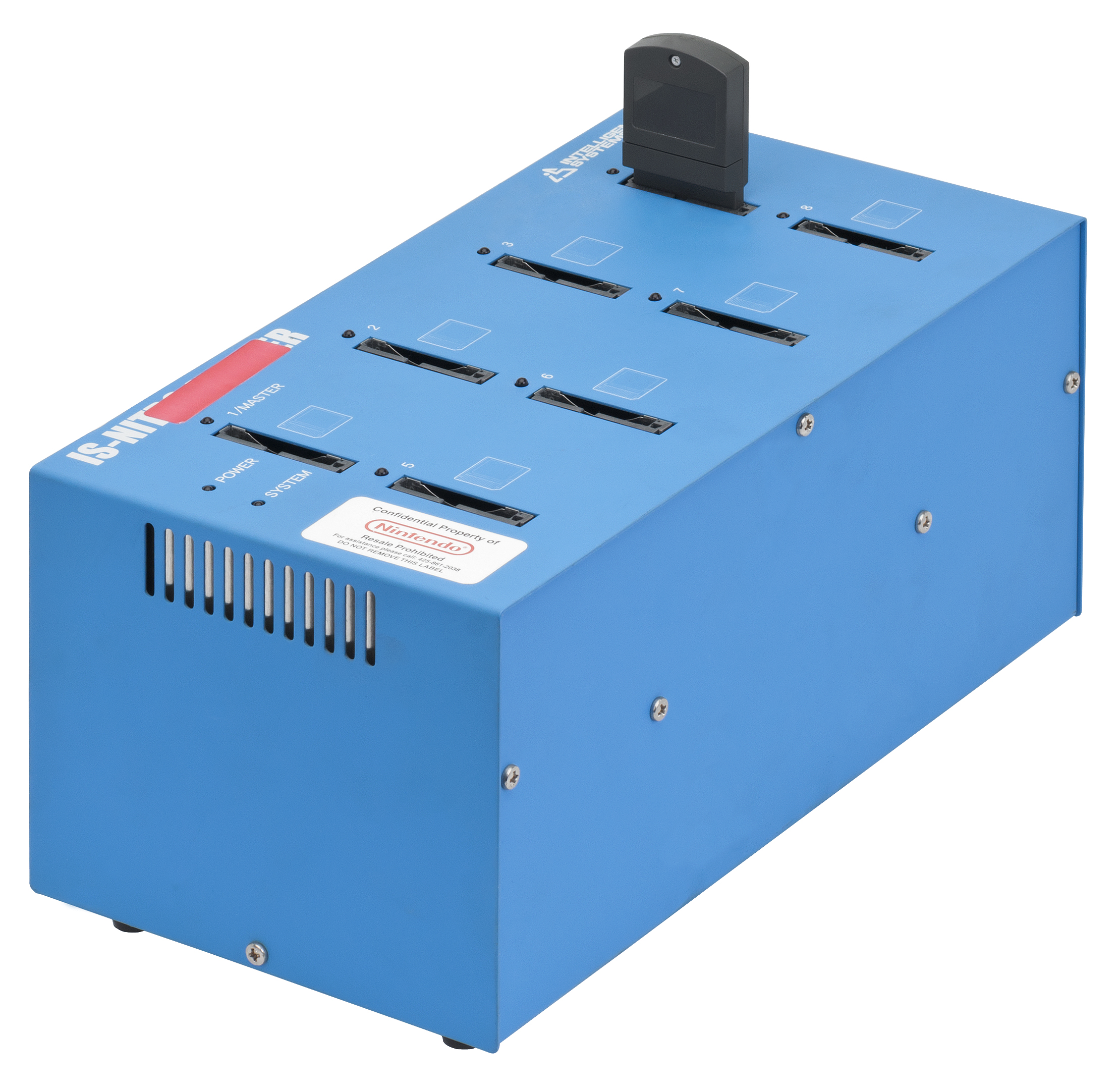
Grabadora de ROM de Intelligent Systems para la Nintendo DS

Una imagen ROM (Read Only Memory), o simplemente ROM, es un archivo informático que contiene una copia de los datos de un chip de memoria de solo lectura, a menudo de cartuchos de videojuegos o del tablero de mandos de una máquina recreativa. El término es usado frecuentemente en el contexto de emulación, en la cual videojuegos son copiados a archivos ROM en ordenadores con la finalidad de poder ser abiertos usando un tipo de software conocido como emulador.
Las imágenes ROM también son usadas cuando se desarrollan para sistemas embebidos. El software con el que está siendo desarrollado para los ordenadores integrados es a menudo escrito en archivos ROM para testeo en un ordenador estándar antes de ser escrito en un chip ROM para uso en sistemas integrados embebido. A día de hoy, este artículo trata principalmente del uso de las ROM en relación con la emulación.

## Usos de las imágenes ROM

### Cambio de significado
Los chips ROM, aún en uso, han sido reemplazados en muchos casos por medios ópticos como CD-ROMs y DVD-ROMs, medios magnéticos como discos duros y cintas magnéticas y, recientemente, chips de memoria flash. Sin embargo, el término ROM ha crecido para abarcar la mayoría de estos nuevos medios así que, de hecho, también podemos referirnos a un videojuego copiado de una cinta magnética como una ROM. Imágenes copiadas de medios ópticos también son llamadas imágenes ISO, en referencia al estándar de sistema de archivos para medios ópticos ISO 9660.

### Copiado odumpingde ROM
Los ROM pueden ser copiados desde los chips de solo lectura presentes en juegos de cartucho y muchas máquinas arcade usando un dispositivo especializado en un proceso conocido como dumping en inglés. Para la mayoría de las consolas caseras estos dispositivos tienen gran disponibilidad. Extraer ROM de máquinas arcade, las cuales de hecho son PCB muy personalizadas, requiere de parámetros individuales para cada máquina además de mucha experiencia.
Crear ROM desde otros formatos es considerablemente más fácil y se puede hacer con hardware disponible comercialmente. La creación de ROM a partir de juegos guardados en cintas magnéticas (por ejemplo la computadora Sinclair ZX80) generalmente consiste simplemente en reproducir la cinta magnética mediante un reproductor de casete conectado a la entrada de audio de un PC (tarjeta de sonido). Esta es entonces guardada como un archivo de sonido y convertida en archivo ROM mediante un programa sencillo. Igualmente, varios juegos en CD y DVD pueden ser copiados usando un grabador de CD/DVD estándar para PC.

### Mecanismos anticopia
Aunque las ROM son usadas comúnmente como una forma de preservar la historia de los juegos de ordenador, también facilitan la copia no autorizada de juegos modernos que aún están disponibles comercialmente. Viendo que esto podría potencialmente reducir las ventas de sus productos, varios distribuidores han incorporado características en juegos más nuevos diseñadas para evitar el copiado. Por ejemplo, la Nintendo GameCube usa un medio óptico no estándar de 8 cm, similar a los DVD, que por mucho tiempo impidió que los juegos se copiaran a un PC. No fue hasta que una vulnerabilidad se encontró en el juego Phantasy Star Online Episode I & II que de los juegos de Gamecube pudieron realizarse copias de seguridad.

### ROM y su preservación
El ciclo de vida de los medios digitales rara vez es largo. Mientras que una fotografía en blanco y negro podría sobrevivir por un siglo o más, mucha información digital podría ser imposible de leer pasada solo una década. Esto empieza a ser un problema dado que las primeras computadoras son de hace cincuenta o sesenta años, y las consolas caseras podrían estar cerca de los cuarenta años de existencia. Es debido a este envejecimiento que hay una amenaza significativa de que juegos de computadoras y consolas antiguas no sobrevivan a menos que se transfieran a un nuevo medio. Así que aquellos interesados en la preservación están buscando juegos viejos y copiándolos a ROM. Cuando se guardan en un medio más estándar como los CD-ROM o DVD-ROM, estos pueden ser copiados a nuevos formatos con un menor esfuerzo.
Esta tendencia hacia la distribución masiva de ROM, aunque puede dañar a los propietarios de copyrights, tienen también un efecto positivo en su preservación. Con el tiempo la copia original de un juego podría deteriorarse, descomponerse o ser desechada, una copia ROM puede ser distribuida mundialmente, permitiendo que sobrevivan juegos que de otra forma podrían haberse perdido.

### Coleccionando ROM
Igual que pasa con otros artículos como monedas o sellos postales, mucha gente colecciona ROM por afición. Sus motivos van desde el deseo de preservar la historia de los juegos de ordenador y consolas hasta la obsesión por coleccionarlos. Aquellos con un deseo de coleccionar todas las ROM han sido llamados por el equipo de desarrollo del emulador MAME como PokéROMs, en alusión al eslogan de Pokémon, Atrápalos a todos.
Es por este deseo de la gente de coleccionar ROM, que hay varios proyectos en Internet enfocados a la extracción de ROM, su catalogado o la puesta a disposición de herramientas para verificar que las colecciones de ROM estén completas y sean correctas. Por ejemplo, los proyectos Tosec y Good Tools, que producen y actualizan regularmente bases de datos de juegos y otro software para varias computadoras y consolas viejas.
Para algunos, el "Santo Grial" del coleccionado de ROM es el juego de NES Nintendo World Championship 1990. Antes de la aparición de esta ROM en Internet, había sólo 127 copias originales en cartucho en el mundo.

## Distribución de ROM a través de Internet
El intercambio de ROM a través de Internet está muy extendido. Existen muchos métodos para su distribución, incluyendo:
- HTTP (hypertext transfer protocol - Protocolo de Transferencia HiperTexto) y FTP (File Transfer Protocol - Protocolo de Transferencia de Ficheros)
- BitTorrent
- Concentradores de conexión directa
- eMule
- IRC DCC
- Binarios Usenet

Aunque el gran tamaño de los nuevos juegos hace prácticamente imposible la distribución de colecciones de más de uno, es muy común en el caso de juegos antiguos que varios miles de estos sean distribuidos juntos como una sola colección. Por ejemplo, la colección Good2600 es un conjunto de 2.687 juegos de Atari 2600 que pueden ser descargados en unos dos minutos mediante una conexión de banda ancha.

### Esquemas de nomenclatura de las ROM
Muchas ROM contienen cierta información sobre sí mismas en el nombre de archivo. La siguiente lista contiene códigos de nomenclatura generalmente aceptados en Internet. Algunas de estas etiquetas se pueden utilizar junto con un número para especificar que hay más de una versión con el mismo código.
| código | significado del código        | reseña |
| ------ | ----------------------------- | --- |
| [a]    | Alternate (Suplente)          | La ROM es una versión una alternativa del juego. Muchos juegos han sido relanzados para corregir errores o para eliminar los códigos Game Genie |
| [b.]   | Bad Dump (Mala descarga)      | La imagen de ROM ha sido dañada porque juego original es muy antiguo, o debido a una mala conexión o durante la subida a un servidor de alojamiento. Estos ROMs a menudo tienen errores gráficos, falta de sonido, bugs, o a veces no funcionan en absoluto. |
| [f]    | Fixed dump (dumpeo arreglado) | Un bug fix es una ROM que ha sido alterada para funcionar mejor en un flashcart o un emulador. |
| [h]    | Hack (Versión hackeada)       | La ROM ha sido modificada por el usuario, cambiando sprites música texto, aplicando un cambio del código juego, editando el contenido del juego para hacer un juego totalmente diferente o parcialmente diferente. |
| [o.]   | Overdump (Descarga excesiva)  | La ROM contiene más datos que el juego original. Estos datos adicionales son inútiles y no afectan al juego en absoluto; Sólo hace que la ROM sea más grande. |
| [p]    | Pirate (Versión pirata)       | Un dumpeo de una versión pirateada de un juego. Estas ROM tienen a menudo los mensajes de derechos de autor o nombres de empresa eliminados o dañados. Además, muchas ROMs contienen pantallas "intro" con el nombre y los símbolos del grupo pirata que los han liberado. generalmente lo hacen para ripear la ROM o para eliminar la seguridad de la ROM y subirla a internet. |
| [t]    | Trainer (versión alterada)    | Un entrenador (código especial que se ejecuta antes de iniciar el juego real) se ha añadido a la ROM. Permite al jugador acceder a trucos como vidas infinitas e invencibilidad desde un menú o en el juego. |
| [!p]   | dumpeo Pendiente              | Esta es la ROM más cercana al juego original hasta la fecha, pero la ROM adecuada todavía está esperando a ser dumpeada. |

Nota: Hay webs de ROMs que tienen su propia nomenclatura para catalogarlas, pero los mencionados son los establecidos por la comunidad de emulación, para evitar complicaciones a la hora de nombrar una ROM.

### Special Codes (códigos especiales)
| Código          | Significado del código                                       |
| --------------- | ------------------------------------------------------------ |
| (NG-Dump Known) | No good dump has been found                                  |
| (REVXX)         | Número de revisión (00 es la más temprana)                   |
| (VX.X)          | Número de versión (1.0 es la más temprana)                   |
| (M#)            | Multilanguage; # de idiomas (se eligen desde un menú)        |
| [T+XXX]         | Traducción más reciente                                      |
| [T-XXX]         | Traducción obsoleta                                          |
| ??-in-1         | multicart pirata                                             |
| (Vol #)         | multicart Oficial                                            |
| (GCN)           | GameCube rip                                                 |
| (VC)            | Juegos de Nintendo Wii Virtual Console                       |
| [h#C]           | Información del cartucho interno hackeada                    |
| [h#+#C]         | Información del cartucho interno hackeada; variante #th      |
| [hI]            | Intro del grupo de hackers responsables de la ROM modificada |
| [hIR]           | Intro del grupo de hackers eliminado                         |
| [M]             | Juego monocromático                                          |
| (Alpha)         | Versión Alpha                                                |
| (Beta)          | Versión Beta                                                 |
| (Prototype)     | Prototipo del juego                                          |
| (Pre-Release)   | Una versión de prelanzamiento                                |
| (Kiosk Demo)    | Una demo que solo se distribuyó en kioscos                   |
| (Hack)          | ROM hack                                                     |
| (Menú)          | Multicart menú, con menú inestable                           |
| ZZZ_UNK         | Rom sin clasificar                                           |
| BIOS            | Una copia del sistema de la consola                          |
| (N64DD)         | Una del Nintendo 64DD                                        |
| (##MBit)        | Tamaño de la rom en megabits                                 |
| (##k)           | Tamaño de la rom en kilobits                                 |
| (19XX)          | Año de lanzamiento (siglo XX)                                |
| (20XX)          | Año de lanzamiento (siglo XXI)                               |
| (Atmos)         | Rom de Atmos                                                 |
| (Telestrat)     | Una rom de Telestrat                                         |
| [R]             | juego en formato RSID Commodore 64                           |
| (old)           | Versión vieja de la ROM                                      |
| [R-XXX]         | Idioma                                                       |
| (SC-3000)       | Juego de SC-3000                                             |
| (SG-1000)       | Juego de SG-1000                                             |
| (SF-7000)       | cartucho de SF-7000 Master System                            |
| (GG2SMS)        | Juego en modo Master System                                  |
| (Cart)          | Juego en cartucho                                            |
| (Adam)          | Versión Coleco Adam                                          |
| (Compilation)   | La ROM es un dumpeo de una recopilación                      |
| (Ch-Trad)       | Juego pirata en chino traditional                            |
| (Ch-Simple)     | Juego pirata en xhino simple                                 |
| [f#C]           | Hack, only cart name is changed                              |
| [f#+#C]         | Hack, only cart name is changed; #th variant                 |
| (PAL)           | Televisión europea estándar                                  |
| (NTSC)          | Televisión americana o japonesa estándar                     |

### región o país
| código | significado                              |
| ------ | ---------------------------------------- |
| (A)    | Australia                                |
| (C)    | China                                    |
| (D)    | Dutch (Holanda)                          |
| (E)    | Europa                                   |
| (F)    | Francia                                  |
| (FN)   | Finlandia                                |
| (G)    | German (Alemania)                        |
| (GR)   | Grecia                                   |
| (HK)   | (Hong Kong)                              |
| (I)    | Italia                                   |
| (J)    | Japón                                    |
| (K)    | Korea                                    |
| (PD)   | Public Domain (Dominio Público) freeware |
| (S)    | Spain (España)                           |
| (SW)   | Sweden (Suecia)                          |
| (U)    | USA (Estados Unidos)                     |
| (UK)   | United Kingdom (Inglaterra)              |
| (Unk)  | Unknown Country (País desconocido)       |
| (W)    | world (mundo)                            |